# Odsherred Provsti
Odsherred Provsti er et provsti i Roskilde Stift.   Provstiet ligger i Odsherred Kommune.
Provstiet hed tidligere Ods og Skippinge Provsti, men ændrede navn 1 september 2019.
Odsherred Provsti består af 13 sogne med 15 kirker, fordelt på 9 pastorater.

## Sogne
| Odsherred Provsti | Odsherred Provsti | Odsherred Provsti    |
| ----------------- | ----------------- | -------------------- |
| Asnæs Sogn        | Egebjerg Sogn     | Fårevejle Sogn       |
| Grevinge Sogn     | Højby Sogn        | Hørve Sogn           |
| Lumsås Sogn       | Nykøbing Sj Sogn  | Nørre Asmindrup Sogn |
| Odden Sogn        | Rørvig Sogn       | Vallekilde Sogn      |
| Vig Sogn          |                   |                      |